# Dario Saavedra
Dario Saavedra, (Paramaribo, 14 april 1876 – op zee, 2 september 1909) was Surinaams pianist en componist.

Daniël Alexander Samuels was zoon van de in 1875 gehuwde Henriette Simoni Pos en koopman Alexander Samuel Samuels. Hij liet in 1907 zijn voornaam wijzigen in Dario en in 1909 zijn achternaam in Saavedra. Minder bekend werd zijn zuster pianiste Flora Saavedra. Zij begeleidde hem op zijn laatste thuisreis. 
Zijn eerste muzieklessen kreeg hij van M.H.Pos, enige tijd leider van Surinaams enige orkest "Sempre Crescendo". Daarna volgden lessen van de Surinaamse componist Johannes Nicolaas Helstone. Via hem kon Saavedra vanaf 1899 studeren aan het conservatorium in Leipzig. Hij volgde daar pianolessen bij Carl Reinecke en Weidenbach; muziektheorie en orgel bij Homeijer. Na het behalen van het examen studeerde hij verder aan het Berlijnse Klindworth-Scharwenka-conservatorium met docenten James Kwast, Martha Remmert en Kisch-Schorr. Hij kon er vrijwel ook direct aantreden als pianodocent In die tijd beklaagde hij zich over de staat van de klassieke muziek in Suriname. 
Zelf ging hij verder en zat op menig Europees muziekpodium (in 1906 een tournee door Zweden), maar ook de muziekpodia in de Caraïben sloeg hij niet over. Hij specialiseerde zich in werken van Zuidamerikaanse componisten, maar vooral ook in pianoconcerten van Ludwig van Beethoven. Zijn drukke werkzaamheden trokken een wissel op zijn gezondheid. 
Hij was al eerder door Suriname geëerd met een gouden penning.
Na een optreden in Berlijn in februari 1909 vertrok hij op 20 augustus 1909 met het stoomschip "Prins Willem IV" van de Koninklijke West-Indische Maildienst naar Suriname. Tijdens de overzeese tocht overleed hij vlak voor aankomst vermoedelijk aan nierfalen; hij werd 33 jaar oud. 
Hij werd niet naar toen gebruikelijk in zee begraven, maar werd op 10 september 1909 begraven.
Als componist schreef hij in allerlei genres, maar dan toch voornamelijk pianowerken, zoals sonates etc. en liederen. Twee instrumentale werken voor orkest werden in Frankfurt am Main onder leiding van de componist ten gehore gebracht: Suite voor orkest en Scenes uit het Surinaamsch Volksleven. 
Hij kreeg als kwaliteitspianist van Surinaamse bodem pas in de jaren veertig een opvolger in Majoie Hajary. 